# Audiobeschleuniger
Unter einem Audiobeschleuniger (engl. APU, Audio Processing Unit) versteht man hauptsächlich einen speziellen digitalen Signalprozessor, der den Hauptprozessor in der Berechnung von Audiosignalen entlastet.
Es existieren zwei gängige Methoden zur Realisierung:

## AC’97
Ende der 1990er Jahre hat Intel Softwareaudiotreiber und Chipsätze nach dem AC97-Standard eingeführt, um eine preiswerte Integration des Soundchips auf der Hauptplatine zu ermöglichen.
Diese Lösung führt jedoch bei Echtzeitberechnungen von Audioeffekten (z. B. in 3D-Spielen) zu einer Mehrbelastung der CPU, die stark von der Anzahl der zu berechnenden Audiokanäle und Komplexität der Effekte (Hall, Dämpfung, Okklusion (Verdeckung)) abhängen kann. Manche Softwaretreiber verringern diese Mehrbelastung durch Weglassen von Effekten und Kanälen.

## EAX
Momentan wird in 3D-Spielen meist nur eine hardwarebeschleunigte Softwareschnittstelle unterstützt, die von der Firma Creative Labs mit den Soundblasterkarten eingeführt wurde: die Environmental Audio Extensions (EAX).
Bei EAX-kompatiblen Soundchips werden die räumlichen Positionen der Klangquellen direkt an die APU gegeben, die durch Auslesen der Sampledaten ohne CPU-Unterstützung aus dem Hauptspeicher die räumlichen Klangveränderungen berechnen kann.
EAX funktioniert bei Windows Vista und Windows 7 allerdings nur noch in Verbindung mit OpenAL. Für ältere Spiele, die EAX über DirectSound bereitstellen, stellt Creative das Tool ALchemy zur Verfügung.